# Mount Phillips
Mount Phillips ist mit 3035 m die höchste Erhebung des südlichen Teils des verschneiten Malta-Plateaus in den Victory Mountains des ostantarktischen Viktorialands.
Der britische Polarforscher James Clark Ross entdeckte ihn bei seiner Antarktisexpedition (1839–1843) und benannte ihn nach dem britischen Geologen John Phillips (1800–1874), Mitgründer und Assistant Secretary der British Association for the Advancement of Science.